# Saint-Hellier
Saint-Hellier ist eine französische Gemeinde mit 517 Einwohnern (Stand: 1. Januar 2022) im Département Seine-Maritime in der Region Normandie; sie gehört zum Arrondissement Dieppe und zum Kanton Neufchâtel-en-Bray. Die Bewohner werden Saint-Eleriens und Saint-Eleriennes genannt.

## Geographie
Saint-Hellier liegt im Zentrum des Départements in der Landschaft Pays de Bray am Fluss Varenne, etwa 32,5 Kilometer nordnordöstlich von Rouen und etwa 23 Kilometer südsüdöstlich von Dieppe. Umgeben wird Saint-Hellier von den Nachbargemeinden Muchedent im Norden, Les Grandes-Ventes im Nordosten, Bellencombre im Osten und Südosten, Val-de-Scie mit Sévis und Cressy im Westen und Süden, Cropus im Westen sowie Le Catelier im Nordwesten.

## Bevölkerungsentwicklung
| Jahr      | 1962 | 1968 | 1975 | 1982 | 1990 | 1999 | 2006 | 2012 | 2020 |
| Einwohner | 369  | 348  | 334  | 404  | 405  | 419  | 416  | 432  | 504  |

## Sehenswürdigkeiten
- Pfarrkirche Saint-Hellier aus dem 11. Jahrhundert
- Kapelle Saint-Sauveur aus dem Jahre 1788 in La Frenaye
- Kapelle Saint-Paër in Orival-sous-Bellencombre aus dem 17. Jahrhundert
- Die Kapelle Saint-Hellier wurde im 19. Jahrhundert an einer Quelle errichtet, an der der heilige Helerius im 6. Jahrhundert der Legende nach seinen Durst stillte. Seitdem ist sie ein beliebter Andachts- und Wallfahrtsort, an dem kranke Kinder durch Eintauchen in das Quellwasser geheilt wurden, insbesondere am 16. Juli, dem Namenstag des Heiligen.
- Die Scheune des Herrenhauses Beau Manoir wurde vermutlich im 17. Jahrhundert errichtet, das Wohngebäude im 18. Jahrhundert.
- Herrenhaus Brennetuit aus dem 18. Jahrhundert
- Brunnen

## Gemeindepartnerschaft
Mit der deutschen Gemeinde Osterwieck in Sachsen-Anhalt besteht eine Partnerschaft.